# Poolse renaissance
Met Poolse renaissance worden culturele en intellectuele ontwikkelingen bedoeld die in Polen ten tijde van de renaissance plaatsvonden.
In de Europese geschiedenis en cultuur verwijst men met de term renaissance meestal naar literaire en artistieke bewegingen, gestimuleerd door klassieke studies in Italië in de veertiende en vijftiende eeuw. Later drong de invloed van de renaissance door tot over de Alpen in Noord-Europa, en bereikte in het begin van de zestiende eeuw Polen. Daar had deze culturele beweging een significante impact op de levensstijl en het gedachtegoed van de politieke en culturele elites. De Poolse nationale literatuur ontwikkelde zich dankzij persoonlijkheden als Biernat van Lublin, Łukasz Górnicki, Jan Kochanowski en Mikołaj Rej. De polemische literatuur werd vertegenwoordigd door schrijvers als Andrzej Frycz Modrzewski, Grzegorz van Sanok en  Stanisław Orzechowski. Jan Ostroróg zette zich in voor de strijd voor de hervorming van het Poolse politieke systeem en van de kerk. Ten tijde van de Poolse renaissance boekten ook de wiskunde en de natuurwetenschappen spectaculaire vooruitgang. Vorderingen waren er ook in geneeskunde (Albert Brudzewski), astronomie (met Copernicus), aardrijkskunde (Marcin Bielski en Maciej Miechowita), en boekdrukkunst. Het aantal scholen steeg in deze periode, en zonen van de rijke adel en de burgerij gingen studeren in het buitenland. Er werden ook tal van buitenlandse boeken vertaald in het Pools en andersom drongen ook in het Latijn geschreven boeken van Poolse geleerden door tot het Westen.
Humanisme en renaissance brachten Polen in nauwer contact met West-en Zuid-Europa, en hadden een impact op de kwaliteit van het onderwijs en de bloei van de literatuur, zowel in poëzie als in proza. Het bracht voor de elite ook een cultuur van goede zeden en gewoonten waaraan ze wilden voldoen, alsook een nieuwe elegantie aan sociale vormen en kleding. Belangrijk in deze ontwikkeling was dat de maatschappelijke positie van vrouwen verbeterde. Er vond een zekere secularisering in levensstijl en omgangsvormen plaats, en hoewel de kerk nog steeds een grote rol vervulde moest ze een stuk van haar dominantie prijsgeven. 